# 库尔瑟罗
库尔瑟罗（法語：Courcerault，法語發音：[kuʁsəʁo] ⓘ）是法国奥恩省的一个旧市镇，位于该省东南部，属于莫尔塔涅欧佩什区。2016年1月1日，库尔瑟罗和相邻的另外3个市镇合并为新市镇于讷河畔库尔莫日（Cour-Maugis sur Huisne）。

## 地理
库尔瑟罗（48°26'18"N, 0°39'30"E）面积14.75 平方千米，位于法国诺曼底大区奧恩省，该省份为法国西北部内陆省份，北起顺时针与卡爾瓦多斯省、厄尔省、厄尔-卢瓦省、萨尔特省、马耶讷省和芒什省接壤。
与库尔瑟罗接壤的市镇（或旧市镇、城区）包括：科尔邦、科洛纳尔-科吕贝尔、迈松莫日、于讷河畔莫沃、于讷河畔圣莫里斯。

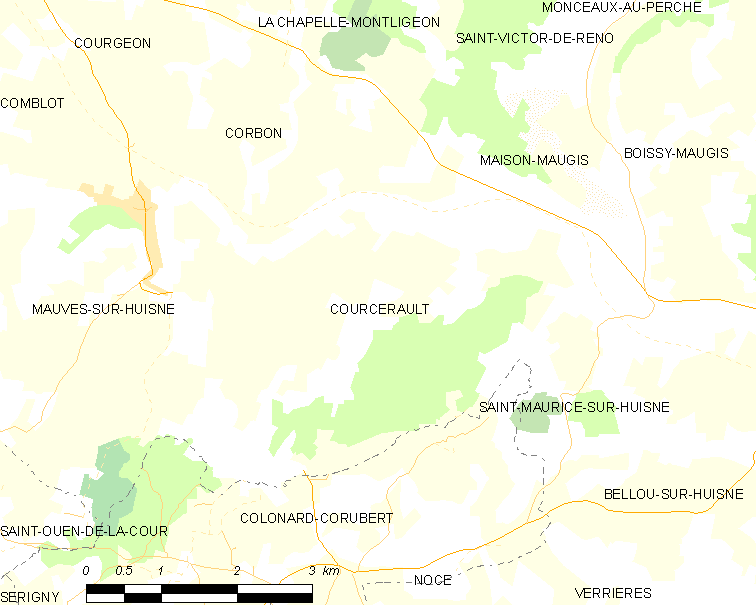
库尔瑟罗的OSM定位图

库尔瑟罗的时区为UTC+01:00、UTC+02:00（夏令时）。

## 行政
库尔瑟罗的邮政编码为61340，INSEE市镇编码为61128。

## 政治
库尔瑟罗所属的省级选区为布勒通塞勒县。

## 人口

1962-2008年间库尔瑟罗人口变化图示

库尔瑟罗于2013时的人口数量为163人。